# Tone-Lōc
Anthony Terrell Smith (Los Angeles, 3 maart 1966) - artiestennaam Tone-Lōc - is een Amerikaans hiphopartiest en (stem)acteur. Hij had hits met Wild Thing en Funky Cold Medina (beide van de cd Lōc-ed After Dark uit 1989). Hij verscheen onder meer in de films Ace Ventura: Pet Detective (1994) en Heat (1995).
Hoewel zijn artiestennaam op sommige plaatsen weergegeven wordt als Tone Lōc of Tone Loc, is Tone-Lōc de spelling die Smith op de hoes van zijn cd's heeft staan. Wild Thing was in Nederland op vrijdag 17 februari 1989 Veronica Alarmschijf op De Volle Vrijdag op Radio 3 en werd mede hierdoor een gigantische hit in de destijds twee landelijke hitlijsten op de nationale publieke popzender. De single bereikte de 3e positie in de Nederlandse Top 40 en de 4e in de Nationale Hitparade Top 100.
In België bereikte de single de 18e positie in de voorloper van de Vlaamse Ultratop 50 en de 16e in de Vlaamse Radio 2 Top 30. In Wallonië werd géén notering behaald.
Tone-Lōc bezit een kenmerkend, raspend stemgeluid. Behalve dat dit hem als rapper herkenbaar maakte, leverde hem dit een uitgebreider CV als acteur en stemacteur op dan als muzikant. Tone-Lōc verschijnt behalve in films en tekenfilms ook in televisie- en animatieseries, zoals in Yes, Dear, King of the Hill, Thieves en NewsRadio.
Tone-Lōc is een paar keer onwel geworden tijdens een optreden.

## Discografie
- Lōc-ed After Dark (1989)
- Cool Hand Lōc (1991)
- Wild Thing & Other Hits (2003)

## Filmografie
- Storm Watch - (2002)
- They Crawl - (2001)
- Deadly Rhapsody - (2001)
- Titan A.E. - (2000, animatie)
- Whispers: An Elephant's Tale - (2000, stem)
- Freedom Strike - (1998)
- Fakin' Da Funk - (1997)
- Spy Hard - (1996)
- Heat - (1995)
- Crosstown Traffic - (1995)
- Blank Check - (1994)
- Ace Ventura: Pet Detective - (1994)
- Car 54, Where Are You? - (1994)
- A Cool Like That Christmas - (1994, animatie)
- Surf Ninjas - (1993)
- Poetic Justice - (1993)
- Posse - (1993)
- Bébé's Kids - (1992, animatie)
- FernGully: The Last Rainforest - (1992, animatie)
- The Return of Superfly - (1990)
- The Adventures of Ford Fairlane - (1990)

- Biblioteca Nacional de España: XX1633118
- Bibliothèque nationale de France: cb139328322 (data)
- Gemeinsame Normdatei: 134634608
- International Standard Name Identifier: 0000 0000 6301 681X
- Library of Congress Control Number: n91115783
- MusicBrainz: 16da4997-78e1-4837-85f6-9247d10cde1f
- Système universitaire de documentation: 077441370
- Virtual International Authority File: 5061149198336074940005